# Трњина
Трњина (лат. Prunus spinosa) је врста шљиве у народу позната и као дивља шљива или црни трн. Има је у Европи, западној Азији и на северозападу Африке. Такође је натурализована и на Новом Зеланду и на истоку Северне Америке.

## Опис
Трњина припада групи листопадних грмоликих биљака, са веома густом и гранатом крошњом, и трњем. Достиже висину до 5 м. Изглед и боја коре стабла се мења током старења од сиве и са пуно лентицела и длачица до тамнијих тонова. Корен биљке се развија дубоку у подлогу. Пупољци ове биљке су величине 1-2 мм, са пуно љуспица. Листови су величине око 5 cm, налазе се на кратким дршкама. Распоред листова је спиралан. Цветови трњине су беличасти, пречника око 1,5 cm, смештени су на кратким дршкама и углавном су појединачни. Време цветања је од марта до априла. Плод је тамноплава до тиркизна, округла коштуница, величине око 1,5 cm. Сазрева у периоду од јула до августа. Семе чине коштице, дужине око 8 мм, неправилног облика.

## Расејавање и размножавање
Расејавање се обавља помоћу инсеката, а размножавање преко семена или вегетативним деловима биљке као што су корен и стабло.

## Станиште
Најчешће се може наћи на отвореним стаништима, побрђима и шикарама, у храстовим шумама. Одлично адаптирана биљка на различите услове станишта у погледу температуре и типа подлоге. На Ртњу се може наћи у красу. Успева уз рубове шума, на неплодним земљиштима и пашњацима, по брежуљцима, крај путева, нарочито на сувом, каменитом и сунчаном земљишту. Подноси ниске температуре и до -30 °C и погодна је за заштиту стрмих и јаружастих терена од ерозије због обиља широко разведеног кореновог система.
У Србији трњина је широко распрострањена врста у појасу храстових шума. Расте и на подручју Старе планине, покрај Тамиша, крај ободних канала и пољских путева. Налази се до 1.000 односно до 1.300 и 1.500 m надморске висине.

## Распрострањеност
Трњина је распрострањена у скоро целој Европи, Малој Азији, Ирану и делу северне Африке.

## Хемијски састав
Трњина од хемијских материја садржи:
- Највише витамин Ц, затим витамине А, Б1, Б2, Б6, Е,
- Угљене хидрате (глукозу, фруктозу, сахарозу),
- Фенолна једињења (антоцијане, танине)
- Органске киселине (јабучну и др)
- Воду.
- Минералне материје (натријум, калијум, калцијум, магнезијум, гвожђе и фосфор)
- Танине (у плоду и кори)
- Горке материја (у стабљици и лишћу има калијума, калцијума и флавоноида, а у плоду има пектина, јабучне и цијановодоничне киселине и витамина Ц).

## Плод
Плодови дозревају у јесен. Зову их дивљим шљивама. Садрже органске киселине, инвертни шећер и витамин Ц. Због пектина и танина укус им је нагорак и стежуће опор. Слађе су тек после првих мразева. Иако септембарске трњине изгледају зреле, њихов сок или џем ипак има довољно опорости да надражи осетљив желудац.
Прерађују се у компоте, сокове, мешане мармеладе, вино, ракију, сирће и ликере. Зими се углавном суше, у рерни, на температури око 400 С, и користе за воћне чајеве и компоте.

## Лековитост
Од листова богатих Ц витамином прави се чај. Сируп и чај од цветова су блага средства за јачање желуца, отварање, и подстицање лучења мокраће. Уклањају кожне осипе и нечистоће. У народној медицини дужа употреба чаја препоручује се код увећања простате. Трњине лече запаљења слузокоже органа за варење. Компот је одличан тоник за црева, обнавља цревну флору и поспешује столицу. У народној медицини се сматра да свеже исцеђен сок трњине повољно утиче на упале желуца, да чисти плућа и да је изванредно делотворан против жутице.

## Галерија
- Трњина
- Трњина
- Грана трњине
- Цват
- Лист
- Prunus spinosa, Rtanj
- Prunus spinosa, Rtanj
- Prunus spinosa, Rtanj
- Prunus spinosa, Rtanj
- Prunus spinosa, Rtanj
- Prunus spinosa, Rtanj
- Prunus spinosa, Rtanj
- Prunus spinosa, Rtanj
- Prunus spinosa, cvet